# Diplectrona satana
Diplectrona satana är en nattsländeart som beskrevs av Mosely in Mosely och Douglas E. Kimmins 1953. Diplectrona satana ingår i släktet Diplectrona och familjen ryssjenattsländor. Inga underarter finns listade i Catalogue of Life.